# Melanocetus murrayi
A Melanocetus murrayi a csontos halak (Osteichthyes) főosztályának sugarasúszójú halak (Actinopterygii) osztályába, ezen belül a horgászhalalakúak (Lophiiformes) rendjébe és a Melanocetidae családjába tartozó faj.

## Előfordulása
A Melanocetus murrayi mindegyik óceán trópusi és mérsékelt övi részén megtalálható.

## Megjelenése
A hal nősténye 12 centiméter, míg a hímje csak 2 centiméter hosszú.

## Életmódja
A Melanocetus murrayi mélytengeri halfaj, amely 100-6370 méteres mélységben található meg, azonban általában 1000-2500 méteres mélységben tartózkodik. Habár a hím jóval kisebb a nősténynél, a nőstényen nem élősködik.
Az emberre nézve ártalmatlan.